# Buksevand
Buksevand er en form for fysisk mobning, hvor offeret får våde bukser.
Buksevand forekommer bl.a. i Ole Lund Kirkegaards børnebog Gummi-Tarzan.